# Assoluto Racing
Assoluto Racing es un videojuego simulador de carreras creado y desarrollado por Infinity Vector en 2016 y actualmente se encuentra disponible para Android e iOS. Cuenta con más de 100 automóviles incluyendo los modelos exóticos, superdeportivos y especiales en Import de reconocidas marcas licenciadas como Nissan, BMW, Mercedes-Benz, Mitsubishi, Toyota, Subaru, Porsche, entre otros. Hasta el 31 de marzo de 2020 se encontraba disponible Dodge. Al momento de su partida se regaló un auto exclusivo a todos los jugadores (Dodge Charger RT Supercharged).

## Modos de juego

### Pruebas de licencia
Se tratan de 30 carreras (10 en Principiante, 10 en Intermedio y 10 en Avanzado), con autos para la prueba y hay que lograr los desafíos completamente (sin chocarse ni salirse de la pista, de lo contrario, automáticamente falla la prueba) y llegando a la meta en el respectivo tiempo. También hay pruebas de frenado, en las que hay que frenar en 100, 200 o 1000 metros sin salirse del límite demarcado por conos.
Al completar el 25, 50, 75 y 100% de estas series, se da un premio, que pueden ser colores de carrocería, o simplemente dinero en Créditos o Monedas Premium del juego. En el caso de la serie Avanzada, se le da un auto al jugador por completar el 100%.

### Carreras con coches de serie
Se tratan de carreras con autos sin modificaciones, tratando de llegar en el menor tiempo posible. Si el coche se sale del circuito o choca contra la pared, se agrega tiempo de penalización y en solo una vuelta en diversas pistas tratando de superar un tiempo establecido, además de tocar ápices y logrado la vuelta perfecta.
También al completar el 25, 50, 75 y 100% de estas series, se da un premio que varia entre rines, colores de carrocería, Monedas y Créditos en el juego.

### Contrarreloj
Es básicamente lo mismo que las carreras con coches de serie, pero en esta serie si puedes tener tu auto modificado e intentar hacer vueltas más rápido. Tal como pasa en el modo anterior, si el coche llega a salirse de la pista o choca contra la pared, es penalizado con la suma del cronometraje final por cada vuelta. Además de llegar en el tiempo establecido, tocar los ápices del circuito y haciendo vuelta perfecta.
También hay recompensas como en las dos últimas series.

### Carrera libre
En este modo, después que hayas elegido tu auto en el garaje, corres o haces drift libremente en todos los circuitos disponibles en el juego.
Como en modo carreras con coches de serie y en contrarreloj, permites cambiar o configurar mejoras aplicadas a tu coche para sacar provecho en la pista.
Al finalizar la carrera y depende cada vuelta recorrida, se le otorga la recompensa en Créditos.

### Rally
Este modo se agregó mediante una actualización a finales de febrero de 2019 donde el jugador debe correr una serie exclusivamente para carreras en nada más 4 circuitos de rally. Solo puedes entrar a este modo si el jugador posee, al menos, un coche de rally o aquellos que tengan la opción de montar neumáticos especiales para la serie (Gravel). Tienes que cruzar la línea de meta en un tiempo demarcado.
Hay recompensas al 25, 50, 75 y 100% de la serie, se dan premios que varían entre pinturas de carrocería, Monedas, Créditos y Tickets.

### IA (Custom Race)
Este modo se agregó mediante una actualización a finales de noviembre de 2019.
Es una carrera clásica en donde puedes retar contra 1 o 5 oponentes de diferentes clases (de F hasta la X), de una o diez vueltas y circuitos originales a correr.
Depende el resultado final de la carrera, más las vueltas recorridas, se te otorga las recompensas en Créditos.

### Eventos
Cada semana, se realizan tres nuevos eventos, en ellas compites con cualquier auto y circuito elegido semanalmente para completar carreras o drift en ellos y entrando a la clasificación mundial para ganar premios. Al completar cada carrera o drift, se te entregará como recompensa 3.000 Créditos sin importar tu tiempo ni puntaje.
También está el evento Especial, el cual puede ser una carrera o hacer drift y conseguir puntos. La diferencia es que estos eventos especiales entra con un auto especial/exótico (Import o Superdeportivo).
Solamente en los eventos de drift, el tiempo límite para completar es de dos minutos.
Tienes una oportunidad diaria gratis en un solo evento por cada 12 horas, pero puedes pagar 3 Monedas de Oro para volver a participar, en el caso de los eventos especiales, tienes que pagar 10 Monedas de Oro para entrar de nuevo.
Al finalizar todos los eventos semanalmente, se le recompensa al jugador (dependiendo de la clasificación final) Créditos, Monedas y Tokens.

### Multijugador
Assoluto Racing cuenta con modo multijugador, el cual es completamente gratis y libre (requiere conexión permanente a Internet para entrar en multijugador).
Dentro del modo mulitijugador hay tres submodos:
-Quick Race (Carrera rápida), en la que te emparejan con otro auto de tu misma clase, y hacen una vuelta o dos. Gana el que llegue de primero.
-Quick Drift (Drift rápido), en la que te emparejan con otros autos de tu misma clase, y derrapan por una pista aleatoria. Gana el que haga más puntos de drift.
-Lobby (Sala), en la que puedes hacer salas, sean privadas o públicas, y unirte a las salas de otros jugadores para hacer carreras, drift, o cualquier cosa que decidan los jugadores por el chat interno de la sala. El máximo de jugadores por sala es de 8.

## Sistema monetario
Assoluto Racing cuenta con diversos sistemas monetarios como: Créditos, Oro, Tickets y Tokens.

### Créditos
Es el sistema monetario más común del juego, se consigue completando carreras, eventos, obteniendo desde los bonus diarios, raramente en las recompensas especiales de regalo o comprando desde la tienda con dinero real.
Se usa para adquirir coches nuevos y realizar mejoras.

### Oro
Su valor es de 100 veces más que los créditos comunes, se consiguen completando carreras, eventos, bonus diarios, viendo anuncios publicitarios, en ocasiones especiales por las recompensas de regalo o comprando desde la tienda con dinero real.
Se usa para comprar coches Premium, realizar mejoras, pagar en Eventos semanales, comprar plazas de garajes en caso de que no haya espacio para adquirir nuevos vehículos o intercambiando por Imports.

### Tickets
Se usan para intercambiarlos por Imports, se pueden conseguir como recompensas al completar series en algunos modos de carrera, bonus diarios, en ocasiones especiales por las recompensas de regalo o comprando mediante un conjunto especial desde la tienda con dinero real.

### Tokens
Se usan para comprar autos exclusivos en los eventos en la sección Tokens Exchange.
Cuando haya pasado una semana y se haya acabado, por participar te recompensa con 5 Tokens y depende la clasificación final por cada evento aún puedes ganar más Tokens. Se le otorga también en los bonus diarios o comprando con un conjunto especial desde la tienda con dinero real.
Como en los créditos y monedas, se usan también para comprar coches especiales premium por el Token Exchange en el Modo Eventos de Tiempo Limitado.

## Automóviles
Este es el listado de automóviles que se encuentran en Assoluto Racing (Solo los que aparecen en la sección "Fabricantes" y en orden alfabético), excepto coches especiales en Imports.

### Acura
- Acura NSX (2017)

### BMW
- BMW M3 E30 (1985)
- BMW M1 E26 (1978)
- BMW M3 E36 (1993)
- BMW M3 E46 (2000)
- BMW M2 F87 (2015)
- BMW M3 E92 (2007)
- BMW M4 F82 (2014)
- BMW M5 E60 (2005)
- BMW M6 F13 Competition (2016)
- BMW M8 F92 Competition (2019)

### Chevrolet
- Chevrolet Camaro SS (2016)
- Chevrolet Camaro SS (1969)
- Chevrolet Corvette C3 Stingray LT1 (1970)
- Chevrolet Corvette C7 Stingray Z06 (2014)
- Chevrolet Chevelle SS (1970)

### Ford
- Ford Focus RS (2017)
- Ford Mustang GT (2018)
- Ford Mustang GT (2024)
- Ford Mustang Boss 429 (1969)
- Ford GT40 Mk II (1966)
- Ford GT (2017)

### Honda
- Honda Civic SiR II (EG6) (1995)
- Honda Civic Type R (EK9) (1997)
- Honda Integra Type R (DC2) (1998)
- Honda Integra Type R (DC5) (2001)
- Honda CR-X SiR (1989)
- Honda S2000 (2004)
- Honda Civic Type R (FK8) (2017)
- Honda NSX Type S-Zero (1997)
- Honda NSX-R (2002)

### Lexus
- Lexus LFA (2010)

### Lotus
- Lotus Elise 250 Cup (2016)
- Lotus Exige Sport 350 (2016)
- Lotus 3-Eleven (2016)
- Lotus Exos T125 (2010)

### Mazda
- Mazda Eunos Roadster (1989)
- Mazda MX-5 (2016)
- Mazda RX-7 FC3S (1989)
- Mazda Mazdaspeed RX-8 (2004)
- Mazda RX-7 (FD3S) Type RS (1998)
- Mazda 787B (1991)

### Mercedes-Benz
- Mercedes-Benz AMG C63S (W205) (2015)
- Mercedes-Benz AMG GT S (C190) (2015)
- Mercedes-Benz 2.5-16 190E Evolution II (W201) (1990)
- Mercedes-Benz SLS AMG (C197) (2010)
- AMG C63 Black Series (W204) (2011)
- Sauber C9 (1989)

### Mitsubishi
- Mitsubishi Eclipse GSX (1994)
- Mitsubishi GTO (1994)
- Mitsubishi Lancer Evo III (1995)
- Mitsubishi Lancer Evo VI (1999)
- Mitsubishi Lancer Evo VIII (2003)
- Mitsubishi Lancer Evo IX (2005)
- Mitsubishi Lancer Evo X (2007)
- Lancer Evo VI Rally Car (1999)
- Lancer Evo III Ralliart (1995)

### Nissan
- Nissan SILVIA K's (S13) (1989)
- Nissan 180SX Type X (RPS13) (1996)
- Nissan SILVIA K's AERO (S14) (1998)
- Nissan SILVIA spec-R AERO (S15) (1999)
- Nissan Fairlady Z (Z33) (2003)
- Nissan 370Z (2009)
- Nissan Fairlady Z432 (S30) (1969)
- Nissan Skyline GT-R (R32) (1989)
- Nissan Skyline GT-R V.Spec (R33) (1995)
- Nissan Skyline GT-R V.Spec 2 (R34) (2000)
- Nissan Skyline Hardtop 2000 GT-R (1970)
- Nissan GT-R (R35) (2007)

### Peugeot
- Peugeot RCZ Limited Edition (2010)
- Peugeot 308 R Hybrid (2015)

### Porsche
- Porsche Taycan Turbo S (2019)
- Porsche 911 Turbo (930) (1983)

### Renault
- Renault Clio R.S. (2016)
- Renault 5 Turbo (1980)
- Renault Zoe E-Sport Concept (2017)

### Ruf
- Ruf CTR "Yellowbird" (1987)
- Ruf CTR2 (1995)
- Ruf Rt 12 R (2011)

### Subaru
- Subaru BRZ (2017)
- Subaru IMPREZA WRX STi (2004)
- Subaru IMPREZA WRX STi (2006)
- Subaru IMPREZA WRX STi (2009)
- Subaru IMPREZA 22B-STi Version (1998)
- Subaru S208 NBR CHALLENGE PACKAGE (2018)

### Suzuki
- Suzuki Swift Sport (2011)
- Suzuki Cappuccino (1991)

### Toyota
- Toyota SPRINTER TRUENO GT-APEX (AE86) (1983)
- Toyota 86 (2012)
- Toyota Altezza RS200 (1998)
- Toyota MR2 GT-S (SW20) (1996)
- Toyota Chaser Tourer V (1996)
- Toyota Supra A70 (1990)
- Toyota Supra RZ (1997)
- Toyota Supra GR (2019)
- Toyota GR Yaris (2020)
- Toyota Celica GT-Four ST205 (1997)
- Toyota HiAce H200 (2005)

### TVR
- TVR Tuscan Speed 6 (1999)
- TVR Sagaris (2004)
- TVR Cerbera (1996)

### Autos de Imports de Tier 5
Hay que tener en cuenta, que los autos mostrados en esta lista, hacen parte del Tier 5 de Imports, o sea, los autos más especiales y exóticos del juego. Solamente puedes gastar los Tickets o Monedas a cambio de coches que aparecen enlistados más abajo. Los Tier 4 no se muestran en esta lista.

#### BMW
- BMW M3 E46 Race Car (2001)
- BMW M3 E92 (Falken Edition) (2007)
- BMW M8 GTE Race Car (2019)
- BMW M6 GT3 Race Car '16

#### Ford
- Ford GT (2017)
- Ford Mustang GT (Falken Edition) (2018)

#### Chevrolet
- Chevrolet Camaro SS (Falken Edition) (2016)

#### Liberty Walk
- LB-Works BMW M4
- LB-ER34 Super Silhouette SKYLINE
- LB-Works SUPRA (A90)
- LB-Nation x Toyota HiAce

#### Lotus
- Lotus Exos T125 (2010)

#### McLaren
- McLaren F1 (1992)
- McLaren P1 (2013)
- McLaren 720S (2017)

#### Mercedes-Benz
- Mercedes-Benz AMG C63 Black Series (W204) (2011)

#### Mitsubishi
- Mitsubishi Lancer Evo VI Rally Car (1999)
- Mitsubishi Lancer Evo IX (Advan Edition) (2005)

#### Nissan
- Nissan SILVIA K's (S13) (Pandem Edition) (1989)
- Nissan R34 GT-R Nismo Z-tune (2003)
- Nissan Skyline GT-R (R32) (Pandem Edition) (1989)
- Nissan Fairlady Z (Z33) (Advan Edition) (2003)
- Nissan GT-R (R35) (Pandem Edition) (2007)
- Nissan GT-R (R35) (Falken Edition) (2007)
- Nissan R390 GT1 Race Car (1998)

#### Peugeot
- Peugeot 206 Rally Car (1999)

#### Porsche
- Porsche 911 GT2 RS Weissach Package (2017)
- Porsche 918 Spyder Weissach Package (2014)
- Porsche Cayman GT4 Clubsport (2019)
- Porsche Carrera GT (2004)
- Porsche 919 Hybrid Race Car (2017)
- Porsche 911 GT3 RS Weissach Package (2018)
- Porsche 911 RSR (2019)

#### Renault
- Renault 5 Turbo Rally Car (1980)
- Renault RS 01 Race Car (2014)
- Renault Mégane Trophy V6 Race Car (2009)

#### Suzuki
- Suzuki SX4 Rally Car (2007)

#### Toyota
- Toyota Supra RZ (Advan Edition) (1997)
- Toyota 86 (Pandem Edition) (2012)
- Toyota GR Supra Racing Concept (2018)
- Toyota GT-One (TS020) (1999)
- Toyota TOM's Supra Race Car (1997)
- Toyota Supra A70 (Drag Car) (1990)

#### Honda
- Honda Civic Type R (EK9) (Advan Edition) (1997)

#### Subaru
- Subaru IMPREZA WRX STi Rally Car (2004)

#### Driver's Shop
- Sayaka Shimoda's Nissan Silvia (S15) (1999)
- Naoki Nakamura's Nissan Silvia (S15) (1999)

### Autos en la tienda "Token Exchange"
Aviso: Los autos enlistados a continuación son la que están disponible en esta tienda, no en orden alfabético.
Autos actualmente presentes en la tienda
- Nissan Fairlady Z Prototype (2022)
- Nissan SILVIA K's Tween Drifters (S13) (1989)
- Toyota Chaser Tourer V D-Spec (1996)
- Toyota 86 Race Spec (2012)
- Renault Mégane RS Trophy-R (2020)

Nota: Renault Mégane RS Trophy-R, Toyota SPRINTER TRUENO GT-APEX (AE86) Special Edition y Mazda Eunos Roadster (antes MX-5) Time Attack fueron agregados como parte de la actualización versión 2.8.2; Toyota TRD 3000GT se agregó mediante la actualización versión 2.12.1.
Automóviles que no se encuentran actualmente en la tienda (Estos autos volverán a aparecer o rotar cada dos o tres meses como se muestra en la siguiente lista a continuación):
- Nissan GT-R (R35) (2017)
- Nissan 180SX Tween Drifters (1996)
- Mazda Eunos Roadster Time Attack (1989)
- Toyota SPRINTER TRUENO GT-APEX (AE86) Special Edition (1983)
- Toyota TRD 3000GT

### Anteriormente en el juego

#### Dodge
- Dodge Challenger SRT Hellcat (2016)
- Dodge Charger RT (1969)
- Dodge Charger RT Supercharged (1969)
- Dodge SRT Viper ACR (2016)

#### Nissan
- Nissan 240SX (S13) fue reemplazado por el 180SX en una actualización.

#### Toyota
- Toyota Supra MK3 modelo de 1986 fue reemplazado por la A70 de 1990 en la actualización versión 2.10.0. Ese cambio también le aplica la versión Drag Car del modelo mencionado.

#### Mazda
- Mazda MX-5 modelo de 1995 fue reemplazado por el Eunos Roadster de 1989 mediante una actualización versión 2.10.0.
- Mazda Efini RX-7 FD modelo de 1998 fue reemplazado por la RX-7 (FC3S) Type RS de ese mismo año mediante una actualización versión 2.10.0. Ese cambio también le aplica la versión R-Spec del modelo mencionado.

## Circuitos
Actualmente, existen 27 circuitos con sus variantes (original y al revés) para carreras, derrapes y rally.
- AR Official Raceway (Regular, Reverse) (Remasterizado en la actualización 2.8.2)
- Blue City (Regular, Reverse)
- Yamagata Circuit (Regular, Reverse)
- Tsukuba Circuit (Japón)
- Nürburgring Nordschleife (Alemania)
- Tokyo Expressway (Regular, Reverse)
- Fuji Speedway (Japón) (Regular, Reverse)
- Forest Path (Regular, Reverse)
- Arines Ring (Regular, Reverse)
- Waldorf (Regular, Reverse)
- Docks
- Airport
- Ebisu Drift Stadium (Anteriormente Daikokuten)
- Ebisu Circuit (Drift School)
- Ebisu Circuit (North Course)
- Ebisu Circuit (East Course)
- Ebisu Circuit (Touge Course)
- Aoyama Touge (Regular, Reverse)
- Sportsland Yamanashi
- Meihan C Course
- Touge (Regular, Reverse)
- Test Course (Ovalado)
- Circle Course (Círculo)
- Rally de Grecia
- Rally de Finlandia
- Rally de Suecia
- Rally de Australia

Nota: Solo los circuitos AR Official Raceway (Remasterizado), Blue City, Yamagata Circuit, Tsukuba Circuit, Forest Path y Arines Ring están disponible para el modo Custom Race pero en su variante original.
Pistas como Tsukuba Circuit, Nürburgring Nordschleife, Docks, Airport, Ebisu Drift Stadium, Ebisu Circuit (Drift School), Ebisu Circuit (North Course) Ebisu Circuit (East Course), Ebisu Circuit (Touge Course), Aoyama Touge, Sportsland Yamanashi, Meihan C Course, Touge, Test Course, Circle Course y los Rally de Grecia, Finlandia, Suecia y de Australia no pueden ser puestos en Reversa, es decir, solo en su versión original.

## Sistema de Imports
En la parte inferior del menú principal, se puede encontrar una sección llamada "Exotic Imports".
Al darle clic, te lleva a una pantalla de Imports, donde aparecen 6 autos de "exhibición", estos autos se muestran en esta pantalla para dar una idea de lo que puedes conseguir al hacer un "Import". Existen muchos autos exóticos, no solo los que se muestren en la pantalla.
Hay tres formas de comprar un Import, con un (1) ticket, con 250 monedas de oro, o 500 monedas de oro.
En la opción de un solo ticket, al comprarlo, te dará un solo ítem, que la mayoría de veces te entregará un rin, pintura de rin, pintura de carrocería, dinero en créditos, y muy raramente, un auto.
En la opción de 250 monedas, al comprarlo, se te darán tres ítems, los cuales pueden ser lo mismo que en la opción de un solo ticket, pero con la diferencia de que conseguir un auto es más probable, ya que estas sacando tres ítems, igualmente la probabilidad de que te entreguen un auto es bastante baja todavía.
En la opción de 500 monedas, al comprarlo, se te darán siete ítems, los cuales pueden ser lo mismo que en las dos últimas opciones, con la diferencia de que en esta opción, tienes un 100% de conseguir cualquier auto exótico, esto no significa que puedas sacar más de un auto, ya que en un solo Import de 500 monedas, puedes conseguir hasta 4 autos.

### x2 Drop Rate
Esto se hace al empezar una nueva actualización, siempre que hayan añadido nuevos autos exóticos; además que también cuando hay una festividad u ocasión especial se exhiben cuatro coches exóticos ya sea por votación por parte de los jugadores o revelaciones de desarrolladores.
Como su nombre afirma, ya estarías teniendo una probabilidad doble de obtener un auto exótico gastando solamente 500 Monedas.

### Tiers
Tiers (en Inglés) significa Niveles.
En el sistema de Imports existen 5 niveles o tiers:
Tier 1 - Pintura para Rines o Carrocería. Porcentaje de Oportunidad: 49.5% - Precio de Objeto Duplicado: 1.000 Créditos.
Tier 2 - Pintura Especial de Carrocería. Porcentaje de Oportunidad: 27% - Precio de Objeto Duplicado: 3.000 Créditos.
Tier 3 - Rines Especiales. Porcentaje de Oportunidad: 14% - Precio de Objeto Duplicado: 10.000 Créditos.
Tier 4 - Auto Especial. Porcentaje de Oportunidad: 8% - Precio de Venta: 30 Monedas de Oro.
Tier 5 - Auto del mayor nivel (especial o exótico). Porcentaje de Oportunidad: 1,5% - Precio de Venta: 70 Monedas de Oro.

### Up Chance (x2)
Al completar todas las pinturas comunes disponibles en los Imports (completar el "Paint Palette") se eliminará automáticamente el tier 1, es decir, se prescinde la posibilidad de obtener pinturas y duplicados del mismo por el hecho de tenerlas todas, y se le otorgará al jugador un x2 permanente en los Imports.
La posibilidad de conseguir un auto de tier 5 sería del 3% en vez del 1.5%, tal y como funciona en los eventos x2 que crean los desarrolladores, pero siendo este permanente.
A la hora de haber un evento x2, la posibilidad se duplica, yendo de 3% a 6%.